# Colletes albescens
Colletes albescens är en  solitär biart som beskrevs av Cresson 1868. Den ingår i släktet sidenbin och familjen korttungebin. Inga underarter finns listade i Catalogue of Life.

## Utseende
Ett litet bi, kroppslängden är omkring 8 mm; honan, som är något längre än hanen, kan nå upp till 9 mm. Hennes ansikte är dessutom något avlångare än hanens runda. Hårväxten på huvud och mellankropp är till största delen vit på svart botten, längre hos hanen än hos honan. Bakkroppen är även den svart, med vita hårband i tergiternas (ovansidans segment) bakkanter.

## Ekologi
Arten, som flyger mellan slutet av juni till tidigt i augusti, är specialiserad på ärtväxterna Dalea purpurea och Amorpha canescens.

## Utbredning
Utbredningsområdet omfattar Nordamerika från södra Manitoba i Kanada till USA, där den förekommer från Illinois, Wisconsin och västerut till Utah och New Mexico.